# Kaylee McKeown
Kaylee McKeown (Redcliffe, 12 juli 2001) is een Australische zwemster. Zij is de jongere zus van zwemster Taylor McKeown.

## Carrière
Bij haar internationale debuut, op de wereldkampioenschappen zwemmen 2017 in Boedapest, eindigde McKeown als vierde op de 200 meter rugslag, daarnaast strandde ze in de series van de 400 meter wisselslag. Op de 4×100 meter wisselslag gemengd zwom ze samen met Matthew Wilson, Grant Irvine en Shayna Jack in de series, in de finale legden Mitch Larkin, Daniel Cave, Emma McKeon en Bronte Campbell beslag op de zilveren medaille. Voor haar inspanning in de series ontving McKeown eveneens de zilveren medaille.
Tijdens de Gemenebestspelen 2018 in Gold Coast eindigde de Australische als vierde op zowel de 100 als de 200 meter rugslag. Op de Pan-Pacifische kampioenschappen zwemmen 2018 in Tokio eindigde ze als vijfde op zowel de 100 als de 200 meter rugslag.
In Gwangju nam McKeown deel aan de wereldkampioenschappen zwemmen 2019. Op dit toernooi veroverde ze de zilveren medaille op de 200 meter rugslag, daarnaast eindigde ze als vierde op de 50 meter rugslag en als vijfde op de 100 meter rugslag. Samen met Jessica Hansen, Brianna Throssell en Madison Wilson zwom ze in de series van de 4×100 meter wisselslag, in de finale sleepte Hansen samen met Minna Atherton, Emma McKeon en Cate Campbell de zilveren medaille in de wacht. Voor haar aandeel in de series werd McKeown beloond met de zilveren medaille.

## Internationale toernooien
| Jaar | Olympische Spelen | WK langebaan                                                                                       | WK kortebaan  | PanPacs                         | Gemenebestspelen                |
| ---- | ----------------- | -------------------------------------------------------------------------------------------------- | ------------- | ------------------------------- | ------------------------------- |
| 2017 |                   | 4e 200m rugslag · 16e 400m wisselslag · 4×100m wisselslag gemengd · McKeown zwom enkel de series   |               |                                 |                                 |
| 2018 |                   | | geen deelname | 5e 100m rugslag 5e 200m rugslag | 4e 100m rugslag 4e 200m rugslag |
| 2019 |                   | 4e 50m rugslag · 5e 100m rugslag · 200m rugslag · 4×100m wisselslag · McKeown zwom enkel de series |               |                                 |                                 |

## Persoonlijke records
Bijgewerkt tot en met 27 juli 2019
Kortebaan
| Afstand         | Tijd    | Datum           | Plaats   |
| --------------- | ------- | --------------- | -------- |
| 50m rugslag     | 27,18   | 28 oktober 2017 | Adelaide |
| 100m rugslag    | 57,11   | 27 oktober 2017 | Adelaide |
| 200m rugslag    | 2.05,42 | 3 november 2016 | Brisbane |
| 200m wisselslag | 2.08,12 | 28 oktober 2017 | Adelaide |

Langebaan
| Afstand         | Tijd    | Datum            | Plaats    |
| --------------- | ------- | ---------------- | --------- |
| 50m rugslag     | 27,65   | 9 april 2019     | Adelaide  |
| 100m rugslag    | 59,10   | 23 juli 2019     | Gwangju   |
| 200m rugslag    | 2.06,26 | 27 juli 2019     | Gwangju   |
| 200m wisselslag | 2.12,52 | 14 december 2017 | Brisbane  |
| 400m wisselslag | 4.39,14 | 3 maart 2018     | Southport |